# Koivusaari (ö i Finland, Lappland, Kemi-Torneå)
Koivusaari är en ö i Finland. Den ligger i Torne älv och i kommunen Torneå i den ekonomiska regionen  Kemi-Torneå  och landskapet Lappland, i den norra delen av landet, 700 km norr om huvudstaden Helsingfors. Öns area är 2 hektar och dess största längd är 360 meter i sydöst-nordvästlig riktning.